# Роклум
Роклум (њем. Roklum) општина је у њемачкој савезној држави Доња Саксонија. Једно је од 37 општинских средишта округа Волфенбител. Према процјени из 2010. у општини је живјело 469 становника. Посједује регионалну шифру (AGS) 3158025.

## Географски и демографски подаци
Роклум се налази у савезној држави Доња Саксонија у округу Волфенбител. Општина се налази на надморској висини од 106 метара. Површина општине износи 8,3 km². У самом мјесту је, према процјени из 2010. године, живјело 469 становника. Просјечна густина становништва износи 56 становника/km².